# Ларс Ельвстрем
Ларс Ельвстрем (дан. Lars Elvstrøm; нар. 18 серпня 1949) — колишній данський тенісист.
Найвищу одиночну позицію світового рейтингу — 218 місце досяг 12 липня 1978, парну — 480 місце — 3 січня 1983 року.
Здобув 1 одиночний титул.
Найвищим досягненням на турнірах Великого шолома було 2 коло в парному розряді.

## Фінали турнірів ATP за кар'єру

### Одиночний розряд: 1 (1 перемога)
| Результат | W/L | Рік  | Турнір            | Покриття | Суперник            | Рахунок  |
| --------- | --- | ---- | ----------------- | -------- | ------------------- | -------- |
| Перемога  | 1–0 | 1976 | Копенгаген, Данія | Килим    | Жан-Франсуа Коджоль | 6–4, 6–4 |